# Lepidozia crenacanthoidea
Lepidozia crenacanthoidea là một loài rêu tản trong họ Lepidoziaceae. Loài này được (G. Martens) K.I. Goebel miêu tả khoa học lần đầu tiên năm 1891.